# Elisabeth Ronget
Elisabeth Boehm Ronget (ur. 1886 w Chojnicach, niem.: Konitz; zm. 1962 w Paryżu) – francuska malarka i litograf o pochodzeniu niemieckim. Urodziła się w rodzinie żydowskiej - jej ojcem był Salomon Bohm, pochodzący z Grudziądza sędzia w pruskich wówczas Chojnicach (wywieziony do getta Theresienstadt, zm. 28.09.1942), a matką, Margarete Mathilde Spanier, wywodząca się z Bernburga w Saksonii Anhalt (zm. w getcie Theresienstadt 11.01.1943).
Elisabeth czy też Liesbeth, jak ją nazywano w domu, dorastała i uczęszczała do szkoły głównie w Hanowerze. Od dzieciństwa wykazywała talent plastyczny, studia malarskie rozpoczęła w Akademii Sztuk Pięknych w Wiedniu. Była to uczelnia nauczająca według klasycznych zasad, Elisabeth Boehm chciała poznawać nowe awangardowe nurty sztuki i zdecydowała przenieść się do Paryża, gdzie kontynuowała naukę. Na jej twórczość wywarł wpływ kubizm, inspirowała ją także początkowo kolorystyka fowistów. Następnie przebywała w Londynie, aby w 1926 zamieszkać w Berlinie. Należała do awangardowych grup artystycznych Der Blaue Reiter i Novembergruppe, bywała także w szkole Bauhaus w Dessau i podobnie jak związani z nią artyści była rzeczniczką sztuk stosowanych - projektowała reklamy dla domów handlowych, modę i kostiumy teatralne. Sytuacja polityczna zmusiła Elisabeth Boehm do wyjazdu w 1931 do Paryża, gdzie studiowała na Académie de la Grande Chaumière, a utrzymywała się z projektowania tkanin, tapet i dekorowania wnętrz restauracji. Tam poznała lekarza Georgesa Emila  Rongeta, za którego w 1934 roku wyszła za mąż i który poznał ją z malarzem André Lhote. Artysta miał ogromny wpływ na Elisabeth, nadal tworzyła w duchu kubizmu (spłaszczenie i uproszczenie form, tło zredukowane do form geometrycznych), ale dobór barw i przedmioty twórczości uległy zmianie - w jej palecie zaczęły dominować brąz, ochra i fiolet. Od 1934 razem z André Lhote brała udział w Salonie Jesiennym, a jej prace znajdowały nabywców w wielu znaczących kolekcjach Europy. Paryż opuściła w 1941 z powodu okupacji niemieckiej - zamieszkała w Prowansji. Po zakończeniu wojny powróciła do Paryża, wystawiała w Salon des Indépendants (1946), Salon des Réalités Nouvelles (1953) oraz w Salon des Surindépendants (1956). Według francuskich źródeł urodziła się 9. września 1899 i zmarła 24. czerwca 1980.